# Daniel Bălan
Pour les articles homonymes, voir Balan.
Daniel Bălan (né le 18 septembre 1979 à Suceava) est un footballeur roumain qui évolue au poste de défenseur.

## Clubs successifs
- 1998-2001 :  Foresta Suceava
- 2001-2010 :  Steaua Bucarest
  - jan. 2005-2005 :  FC Vaslui (prêt)
  - 2006-déc. 2006 :  Omonia Nicosie (prêt)
  - jan. 2007-2007 :  FC Argeș Pitești (prêt)
  - 2007-2009 :  Alki Larnaca (prêt)
  - 2009-déc. 2009 :  Aris Limassol (prêt)
  - jan. 2010-déc. 2010 :  SKA-Energiya Khabarovsk (prêt)
- 2011 :  SKA-Energiya Khabarovsk
- depuis 2012 :  FC Botoșani

## Palmarès
- Championnat de Roumanie : 2005 et 2006 avec le Steaua Bucarest.